# Claudia Ortiz
Claudia Ortiz De Zevallos (Arequipa, 9 novembre 1981) è una modella peruviana, eletta Miss Perù 2002.
Ha rappresentato il Perù a Miss Terra 2002, il 29 ottobre 2002, dove oltre ad essere giunta sino alle semifinali del concerto, ha vinto anche la fascia di Best in Long Gown.
In seguito ha rappresentato il proprio paese a Miss Universo 2003, che si è tenuto a Panama, dove la modella è riuscita ad arrivare sino alle semifinali ed ha ottenuto la fascia di Best National Costume Il 9 aprile 2005 ha gareggiato al concorso Miss Asia Pacific.
Successivamente Claudia Ortiz ha intrapreso la carriera di presentatrice televisiva per la televisione peruviana.